# The Man and The Journey
The Man and the Journey és el nom de dues peces musicals conceptuals tocades en concert per Pink Floyd el 1969. Els concerts van incloure elements visuals com el serrat i construcció d'una taula, i el consum de te de la tarda a l'escenari. Durant Teatime, Waters, Wright, Gilmour i Mason seien a l'escenari mentres els roadies de la banda els servien el te. S'hi troben moltes de les primeres cançons i de temes inèdits.

## Llista de temes

### The Man
1. Intro – 0:57
2. Daybreak, Pt. I (= Grantchester Meadows) – 8:09
3. Work (instrumental) – 3:50
4. Teatime (el grup es feia servir el te en escena)
5. Afternoon (= Biding My Time) – 5:15
6. Doing It (= The Grand Vizer's Garden Party (Entertainment)) – 3:49
7. Sleep (= Quicksilver) - 4:40
8. Nightmare (= Cymbaline) – 8:57
9. Daybreak, Pt. II (= Grantchester Meadows, represa instrumental) – 1:13

### The Journey
1. The Beginning (= Green is the Colour) – 4:49
2. Beset By Creatures of the Deep (= Careful With That Axe, Eugene) – 6:18
3. The Narrow Way (= The Narrow Way Pt. 3) – 5:09
4. The Pink Jungle (= Pow R. Toc H.) – 4:49
5. The Labyrinths of Auximines – 6:34
6. Behold the Temple of Light – 5:28
7. The End of the Beginning (= A Saucerful of Secrets, quatrième partie : Celestial Voices) – 6:14

Aquesta llista, extreta del concert donat pel grup a Amsterdam només és un exemple, el desenvolupament dels concerts no estava fixat. Dong It incloïa, a vegades, Up the Khyber, Syncopated Pandemonium (la segona part de A Saucerful of Secrets) o Party Sequence. The End of the Beginning incloïa a vegades Storm Signal, una altra part de A Saucerful of Secrets.

## Desenvolupament
En el curs de l'any 1969, els quatre músics de Pink Floyd van tenir la idea de col·locar junts els temes del seu repertori i d'unir-hi altres inèdits i de presentar així en l'escena temes conceptuals al voltant de la idea força. D'aquesta manera dues obres eren les que es tocaven al concert: The Journey (« el viatge »), i The Man (« L'Home »), primícies de futures creacions del grup. Es van tocar des de la primavera de 1969 a principis de 1970.